# Frontal d'altar de Sant Martí de Puigbò

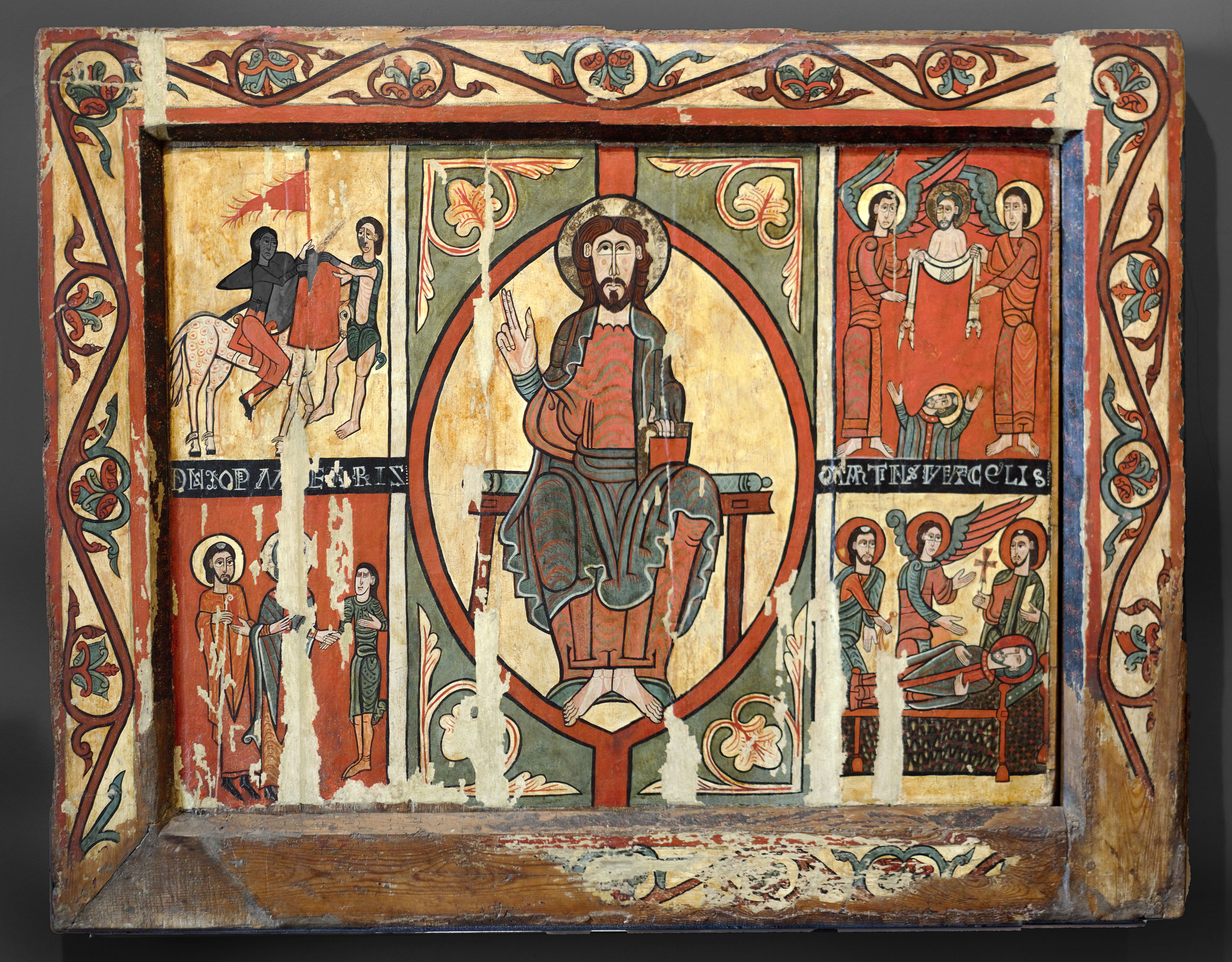
Frontal de altar de Sant Martí de Puigbò (Gombrèn (Ripollès)

Frontal de altar de Sant Martí de Puigbò - tallers de Vic, primer quart del segle XII - pintura al tremp sobre fusta d'alba i de pi. 97 x 123 x 6 cm.
Aquest frontal correspon a l'estil romànic geometritzant desenvolupat a Catalunya al llarga de la primera meitat del segle XII, del qual un dels exemples més importants és el baldaquí de Ribes (Ripollès) exposat a la mateixa sala del Museu Episcopal de Vic. Sembla que el pintor d'aquest frontal va seguir, en el cas de la figura del Crist Salvador, el model establert pel mestre del baldaquí de Ribes, per bé que les figures corresponen a un art de tradició més popular.
Aquesta peça artística es troba al Museu Episcopal de Vic, procedent de l'església parroquial de Sant Martí de Puigbò situada al costat del castell de Puigbò, a la comarca del Ripollès, hi ha representades en els quatre compartiments amb escenes de la vida de sant Martí, bisbe de Tours i titular de l'església: sant Martí dalt del cavall es parteix la seva clàmide amb un pobre, el sant bisbe ressuscita un catecumen mort abans de rebre el baptisme, l'escena de la mort del sant, i dos àngels traslladen l'ànima del sant cap al cel.

Aquestes quatre escenes  estan dividides per una franja horitzontal amb una inscripció en llatí transcrita per M. Gros que diu:
| « | "Per haver estat generós amb el pobre a la terra, ara Martí viu a cel" | » |